# Sophronica moheliana
Sophronica moheliana là một loài bọ cánh cứng trong họ Cerambycidae.